# Бессонов, Дмитрий Сергеевич
Дмитрий Сергеевич Бессонов (18 января 1917; Петроград, Российская империя — 3 декабря 1983; Ленинград, РСФСР, СССР) — советский актёр театра и кино.

## Биография
Родился 18 января 1917 года в Петрограде (Санкт-Петербург) в семье матери, которая являлась сотрудницей библиотеки, отца, который являлся банковским служащим и сестры, которая будучи взрослой стала работать в детском саду.
В 1935 году получил аттестат о среднем образовании, после чего поступил в студию Ленинградского академического театра драмы. Завершил обучение в 1939 году по классу Б. М. Сушкевича. Служил в театре имени Ленсовета и Ленинградском госдуарственном театре имени Ленинского комсомола. Также занимался общественной деятельностью, был членом художественного совета и месткома театра, но в КПСС не числился.
Ушёл из жизни 3 декабря 1983 года в Ленинграде (Санкт-Петербург).

## Фильмография
- 1953 — Тени — мсье Камаржинцев
- 1955 — Дело — Чибисов
- 1959 — Шинель — доктор
- 1961 — Барьер неизвестности — врач
- 1963 — Улица Ньютона, дом 1 — преподаватель
- 1965 — Залп «Авроры» — неизвестно
- 1966 — Несерьёзный человек — Леонид Сергеевич
- 1967 — На большой дороге — Савва
- 1968 — Вопреки уравнениям — учитель истории
- 1968 — Гроза над белой — офицер-колчаковец
- 1968 — Живой труп — следователь
- 1970 — Тим Талер, или Проданный смех — человек из свиты барона Треча
- 1970 — Угол падения — Владимиров
- 1971 — Жаворонок — эпизод
- 1971 — Красный дипломат. Страницы жизни Леонида Красина — генеральный директор немецкой электротехнической фирмы
- 1972 — Ижорский батальон — немецкий офицер
- 1973 — Мой друг Доминик — неизвестно
- 1974 — Под каменным небом — мичман. Озвучивает — И. Ефимов
- 1975 — Звезда пленительного счастья — Карл Васильевич Нессельроде
- 1975 — Прошу слова — Спартак Иванович Арбенин
- 1975 — Рассказ о простой вещи — поручик Михаил
- 1976 — Двадцать дней без войны — Веденеев
- 1976 — Обычный месяц — изготовитель
- 1976 — Подранки — Вадим Федотович
- 1976 — Строговы — прокурор
- 1977 — Нос — чин
- 1978 — Девочка Надя — неизвестно
- 1978 — Человек, которому везло — начальник отдела кадров
- 1979 — Открытая книга — член медицинского совета (6,7,8,9 серия)
- 1981 — Служа Отечеству — министр
- 1981 — Две строчки мелким шрифтом — Леонид Аристархович Изерский
- 1981 — Приключения Шерлока Холмса и доктора Ватсона — Батлер, хозяин рассыльной конторы (3 фильм, 1 и 2 серия)
- 1981 — Самоубийство — посетитель ресторана «Интурист»
- 1982 — Кража — посредник
- 1982 — Никколо Паганини — представитель суда
- 1982 — Семь крестиков в записной книжке — Мамбре
- 1984 — Капкан для «Волка» — профессор Лебель

### Участие в фильмах
- 1973 — Алиса Фрейндлих. Избранное (документальный)
- 2000 — Воспоминания о Шерлоке Холмсе — Батлер (кадры)

## Оценочные мнения
По мнению киноведа Тремасова, играл, как правило, небольшие характерные роли, людей в погонах, социальных героев, представителей высшего сословия. Игру актёра отличали интеллигентность, утончённость, внешняя сдержанность и лиризм.